# Greenevers
Greenevers é uma cidade  localizada no estado norte-americano de Carolina do Norte, no Condado de Duplin.

## Demografia
Segundo o censo norte-americano de 2000, a sua população era de 560 habitantes.
Em 2006, foi estimada uma população de 590, um aumento de 30 (5.4%).

## Geografia
De acordo com o United States Census Bureau tem uma área de 4,2 km², dos quais 4,2 km² cobertos por terra e 0,0 km² cobertos por água.

## Localidades na vizinhança
O diagrama seguinte representa as localidades num raio de 16 km ao redor de Greenevers.